# Магах
Магах (ивр. מגח‎ — «удар тарана») — наименование американских танков M48 и M60, состоявших на вооружении армии Израиля.

## История
В 1964—1966 годы из США и ФРГ в Израиль поступили первые 150 танков М48А1 и 100 танков М48А2С. Они получили следующие обозначения:
- «Магах-1» — танк М48А1
- «Магах-2» — танк М48А2С

Работы по модернизации этих танков до уровня M48A3 (но в соответствии с израильскими стандартами) начались уже 15 декабря 1966 года.

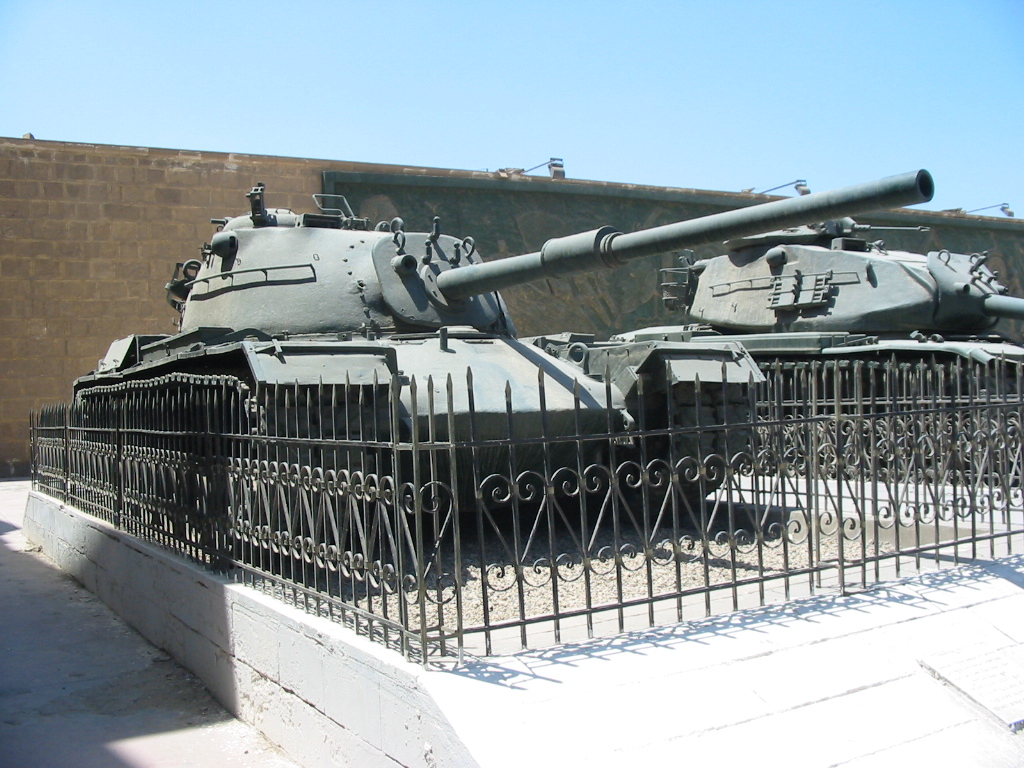
Израильский «Магах-3» в военном музее в Египте

- «Магах-3» — первая модификация танков M48: вместо 90-мм американского орудия M41 устанавливалось 105-мм орудие L7 английского производства, оригинальная командирская башенка M1 заменялась на низкопрофильную израильскую (производилась на заводе «Урдан»), старая трансмиссия General Motors CD-850-4A заменялась на новую — Allison CD-850-6, а бензиновый двигатель — на дизельный Continental AVDS-1790-2A мощностью 750 л. с. В первую очередь модернизировались наиболее старые танки — M48A1. После 1973 года в гидравлической системе стала применяться негорючая жидкость[2]. Позднее, к 1982 году на них были установлены более современная радиостанция израильского производства и комплект динамической защиты «Blazer»[4].

После шестидневной войны некоторое количество танков M48 было захвачено у Иордании. После ремонта и восстановления, они были приняты на вооружение и также направлены на модернизацию. В 1970-е годы из США были получены дополнительные танки M48A1, M48A5 и M60.
- «Магах-5» — обозначение американских танков M48A5. Позднее на них был установлен комплект динамической защиты «Blazer»[4].

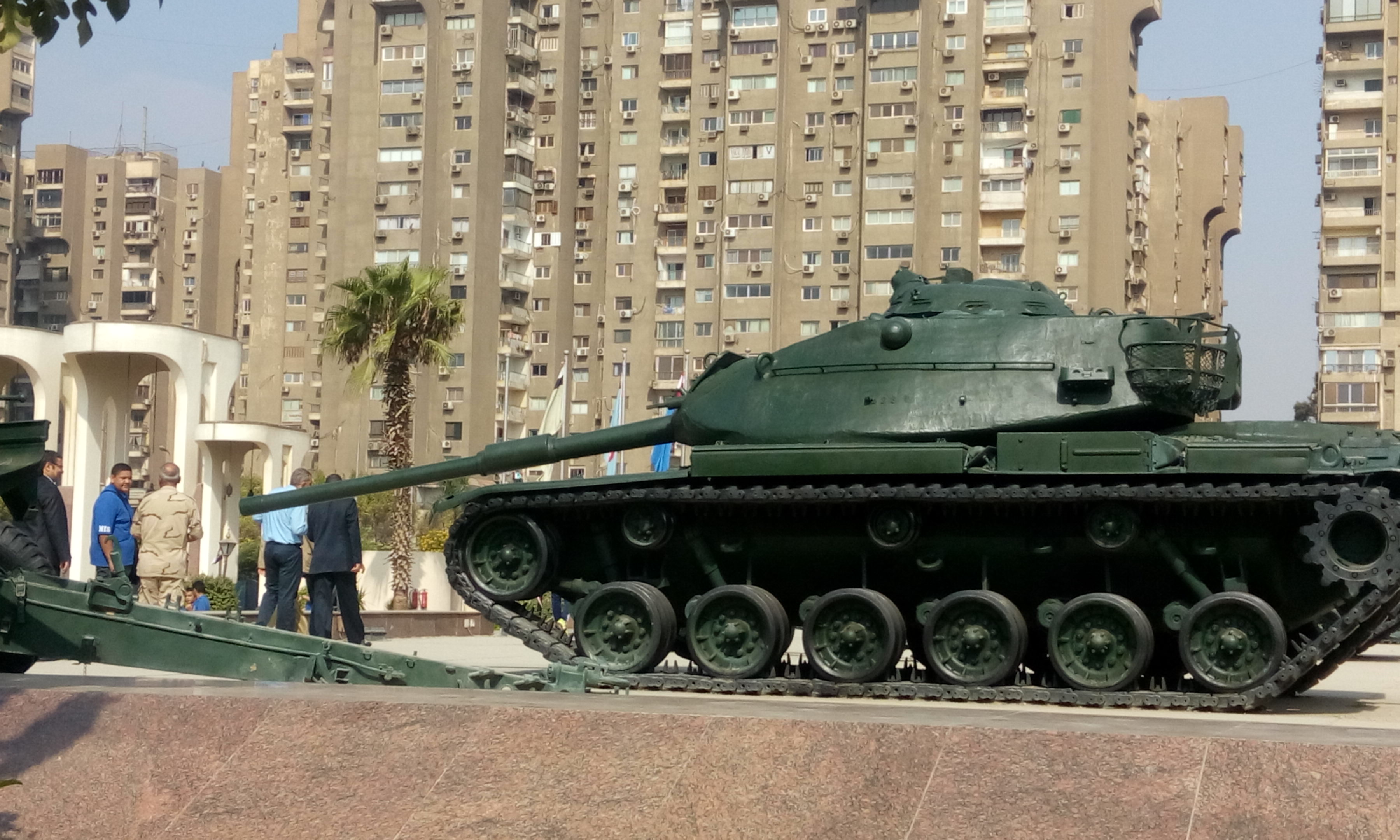
Израильский «Магах-6А» в военном музее в Египте

- «Магах-6» — обозначение американских танков M60. В ходе эксплуатации, практически все танки прошли модернизацию.
  - «Магах-6 Алеф» (Магах-6А) — модернизированный M60A1, с низкопрофильной командирской башенкой «Urdan», теплоизоляционным кожухом на стволе орудия и цельнометаллическими гусеницами T97. Впоследствии, все эти танки были повторно модернизированы до уровня «Магах-6 Бет».
  - «Магах-6 Бет» (Магах-6B) — модернизированный M60A1 с новым двигателем AVDS-1790-2C RISE (Reliability Improved Selected Equipment engine), более совершенной системой стабилизации орудия и широкими гусеницами T142.
  - «Магах-6 Бет Галь» (Магах-6B Gal) — повторно модернизированный в 1990-е годы «Магах-6 Бет» с новой системой управления огнём «Галь» («волна»), разработанной компанией «Elbit Systems Ltd.» на базе системы «Matador» для танков «меркава» (включала в себя новый прицел с лазерным дальномером). Кроме того, изменилась конфигурация блоков динамической защиты, а на корме башни была установлена новая корзина, увеличенного объёма.
  - «Магах-6 Бет Галь БАТАШ» (Магах-6B Gal Batash) — созданный в 1999 году вариант «Магах-6 Бет Галь» с усиленным пассивным бронированием башни и лобовой части корпуса, бортовыми экранами и новым, более мощным двигателем. Произведено небольшое количество.
  - «Магах-6 Бет Баз» — «Магах-6 Бет» с новой системой управления огнём «Баз», разработанной для танков «меркава» Mk.III.
  - «Магах-6 Гимель» («Магах-6С») — модернизированный танк М60А3.
  - «Магах-6 Рейш» («Магах-6R») — танки M60 с системой стабилизации орудия от «Магах-6 Бет» и новым двигателем AVDS-1790-2AG.
  - «Магах-6 Рейш*» («Магах-6R*») — промежуточная модификация, танки «Магах-6 Рейш», подготовленные для установки новой системы управления огнём «Нахаль Оз», но ещё не имеющие этой системы.
  - «Магах-6 Мем» («Магах-6M») — танки «Магах-6 Рейш» с новой системой управления огнём «Нахаль Оз».
- «Магах-7» — модернизированные M60 с дополнительным пассивным бронированием башни и корпуса, бортовыми экранами новым двигателем AVDS-1790-5A мощностью 908 л. с., гусеницами от танка «меркава». Выпускался в нескольких вариантах:
  - «Магах-7 Aлеф» («Магах-7А») — модификация, разработанная в 1980-е годы, имеет практически вертикальное дополнительное бронирование лобовой части башни.
  - «Магах-7 Бет» («Магах-7B») — серийно не производился[6];
  - «Магах-7 Гимель» («Магах-7С») — модификация, разработанная в 1990-е годы, с сильным наклоном передних бронелистов башни; установлены лазерный дальномер, новый двигатель Continental AVDS-1790-5A и трансмиссия от танка «Меркава» Mk.I[7].

Несмотря на появление в начале 1980-х годов более совершенных танков «Меркава», танки «Магах» ещё неоднократно модернизировались и оставались основой бронетанковых частей ЦАХАЛ до конца 1990-х годов.
По состоянию на начало 1990 года на вооружении ЦАХАЛ находилось более 1300 танков M60A1/A3 и 560 танков M48A5 (самый массовый танк израильской армии). Летом 1990 года командование ЦАХАЛ впервые отклонило предложение США о безвозмездной передаче танков M60A1 по программе военной помощи — как объяснил официальный представитель ЦАХАЛ, для их восстановления и переоборудования в соответствии со стандартами израильской армии «необходимы слишком большие затраты». В июне 2003 года Министерство обороны Израиля сделало заявление о постепенном снятии с вооружения устаревающих образцов бронетехники, и к 2006 году во всех регулярных частях ЦАХАЛ танки «Магах» были заменены танками «Меркава». Тем не менее, танки «Магах» остались на вооружении 460-й учебной бригады и в армейском резерве.
По состоянию на начало 2009 года, на вооружении ЦАХАЛ находилось 822 танков М60 и 561 танк М48.

## Боевое применение
- Шестидневная война (1967)
- Война на истощение (1967—1970)
- Война Судного дня (1973) — перед началом войны у Израиля имелось около 540 танков «Магах». К концу войны осталось только около 200 таких танков[12][13][14]. После войны, из числа подбитых удалось отремонтировать и вернуть в строй всего лишь 56 «Магахов»[15].
- Ливанская война (1982)
- Боевые действия в южном Ливане (1982 — май 2000)
- Боевые действия в Секторе Газа

## Галерея

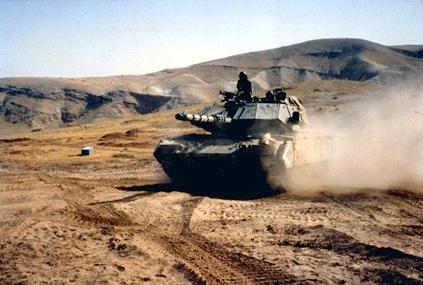
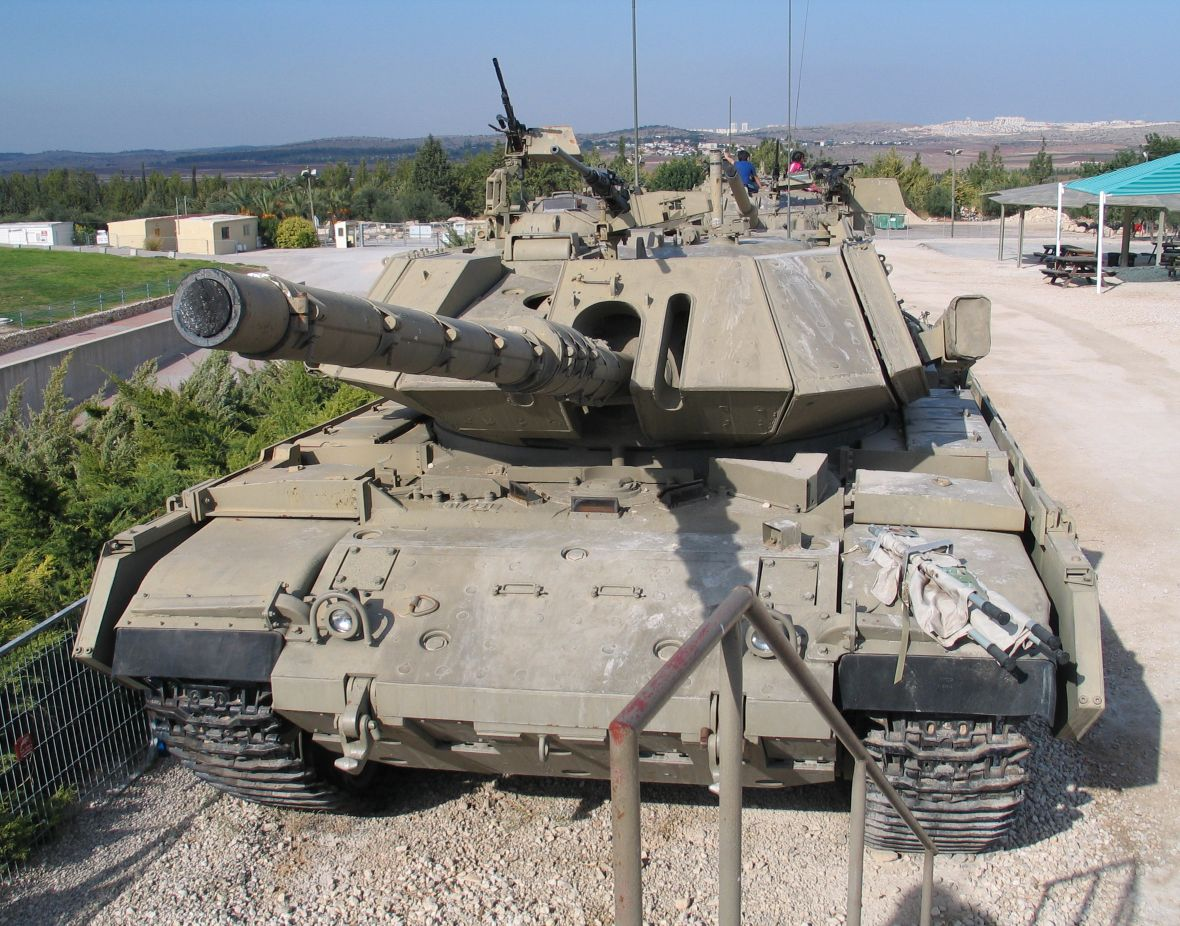
Магах 7 в Музее бронетанковых войск Израиля.
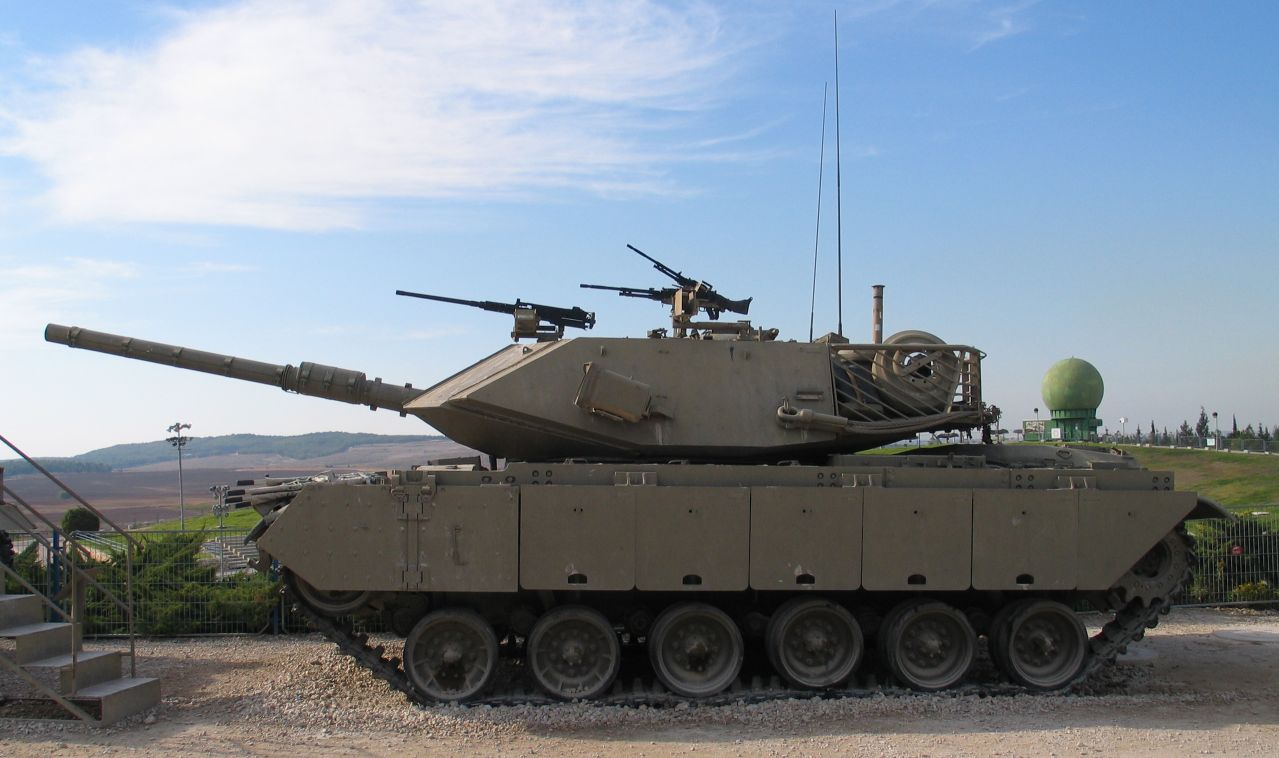
Магах 7 в Музее бронетанковых войск Израиля.
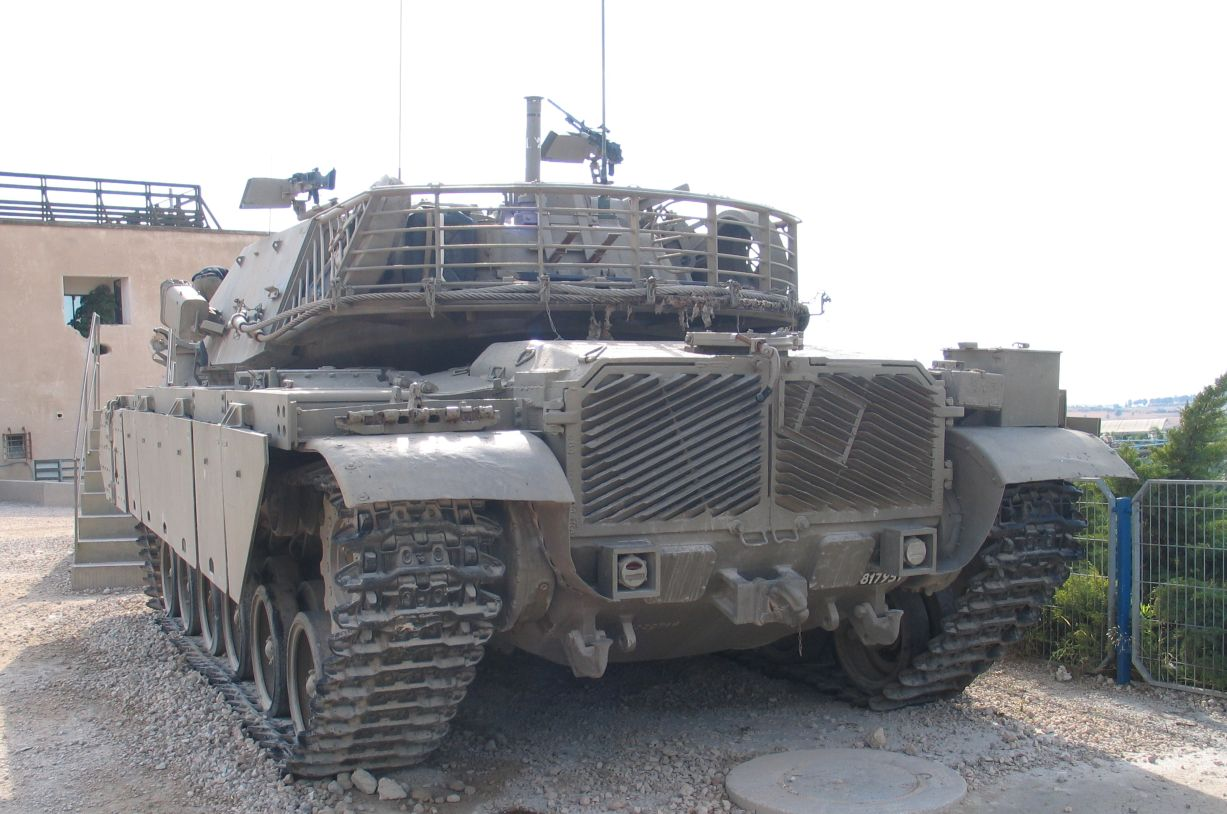
Магах 7 в Музее бронетанковых войск Израиля.

## Игровая индустрия
Танк Magach-7 представлен в многопользовательском, танковом, аркадном шутере Tanktastic, выпущенном для платформ Android и IOS. Так же танки семейства Magach представлены в игре War Thunder.